# أندي لونغ
أندي لونغ (بالإنجليزية: Andy Long)‏ هو لاعب اتحاد الرغبي بريطاني، ولد في 2 سبتمبر 1977 في بول في المملكة المتحدة.

## روابط خارجية
- أندي لونغ على موقع دوري الرغبي الممتاز (الإنجليزية)
- أندي لونغ عل موقع إسبنسكروم (الإنجليزية)
- أندي لونغ على موقع ItsRugby.co.uk (الإنجليزية)